# Bentley Continental R
La Bentley Continental R è una coupé gran turismo 2+2 prodotta dalla Bentley dall'aprile 1991 al dicembre 2003 e ha sostituito la precedente Bentley Continental del 1984. 
È stato il primo modello Bentley a utilizzare la trasmissione GM 4L80-E e, pur derivando dalla piattaforma Rolls-Royce Silver Spirit / Bentley Mulsanne, è la prima Bentley (dai tempi della Continental S del 1965) a non avere più da un analogo modello Rolls-Royce.

Nel 1995 ne è derivata la versione cabriolet: la Bentley Azure.

## Caratteristiche tecniche
La Bentley Continental R usa la meccanica della berlina da cui deriva ma con il passare del tempo si sono avuti vari affinamenti della meccanica:
- La prima versione aveva un motore che erogava 320 CV a 4200 giri/min e 620 N·m di coppia motrice, velocità massima 237 km/h.
- Dal settembre 1993 al marzo 1996 il motore della Continental R erogava 360 CV a 4200 giri/min, 750 N·m di coppia. Velocità massima: 250 km/h.
- Dal marzo 1996 al settembre 1996 un nuovo potenziamento: 389 CV a 4000 giri/min, 750 N·m di coppia. Velocità massima: 256 km/h.
- Dal settembre 1996 al febbraio 2001: 407 CV a 4000 giri/min, 800 N·m di coppia. Velocità massima: 245 km/h, accelerazione 0–100 km/h 6,3 secondi
- Dal febbraio 2001 al dicembre 2003: 389 CV a 4000 giri/min, 750 N·m di coppia. Velocità massima: 245 km/h, accelerazione 0–100 km/h 6,3 secondi.

## Altre versioni

### Continental S

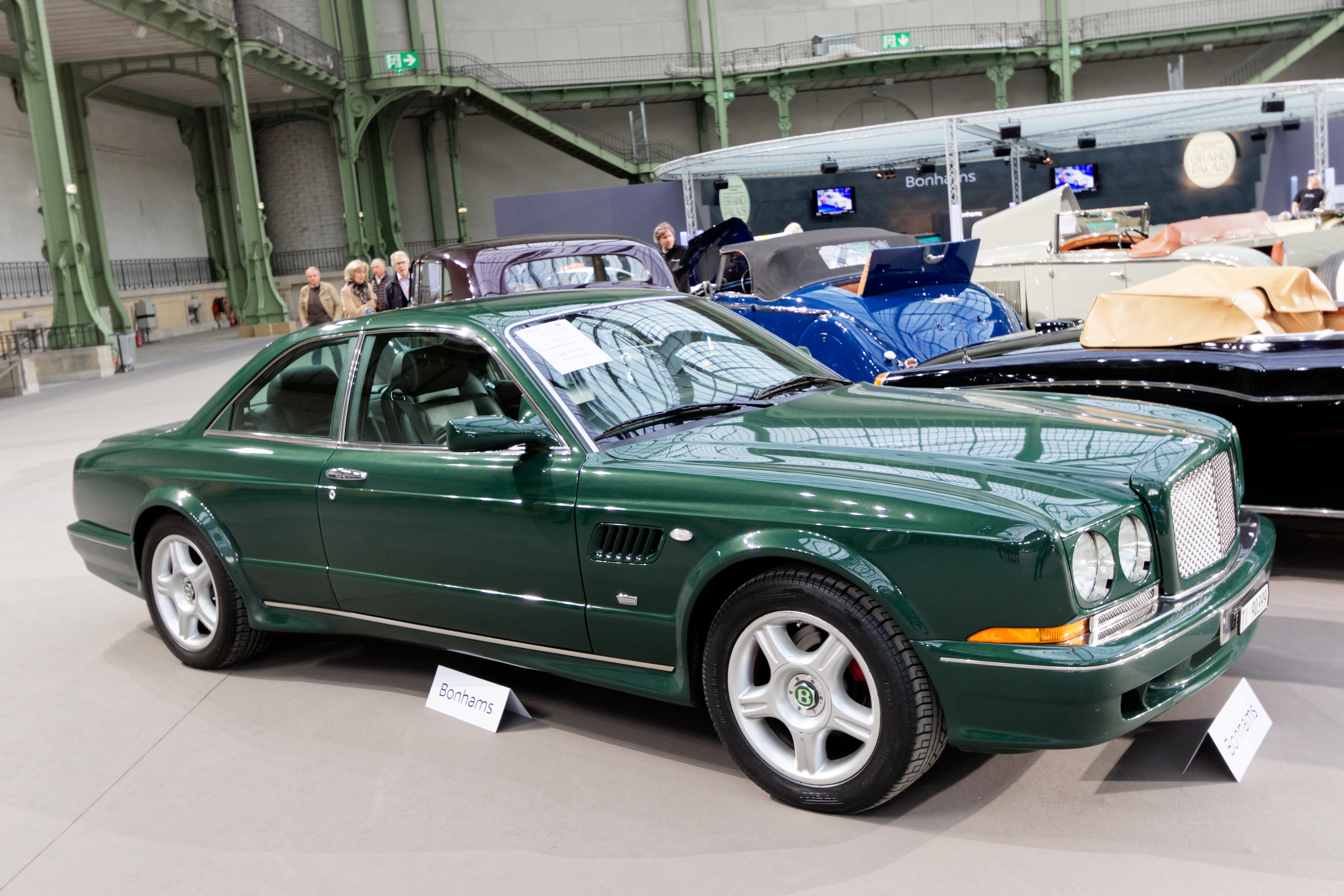
Una Bentley Continental R Le Mans

La Continental S è una versione più potente della Continental R, prodotta in serie limitata, solo 18 esemplari dall'ottobre 1994 al settembre 1995.
Motore potenziato a 408 CV a 4100 giri/min e 821 N·m di coppia, velocità massima 255 km/h.

### Continental RMullinere serie speciali
Come già avvenuto per altri modelli, la Bentley oltre all'allestimento standard ha prodotto anche l'allestimento più esclusivo Mulliner oltre ad alcune serie speciali, sempre con il più potente motore da 426 CV:
- Continental R Mulliner prodotta dal novembre 1998 al dicembre 2003
- Continental R Mulliner Final Series prodotta dal maggio 2003 al dicembre 2003
- Continental R Le Mans Series prodotta dall'aprile 2001 al marzo 2002

### Continental T

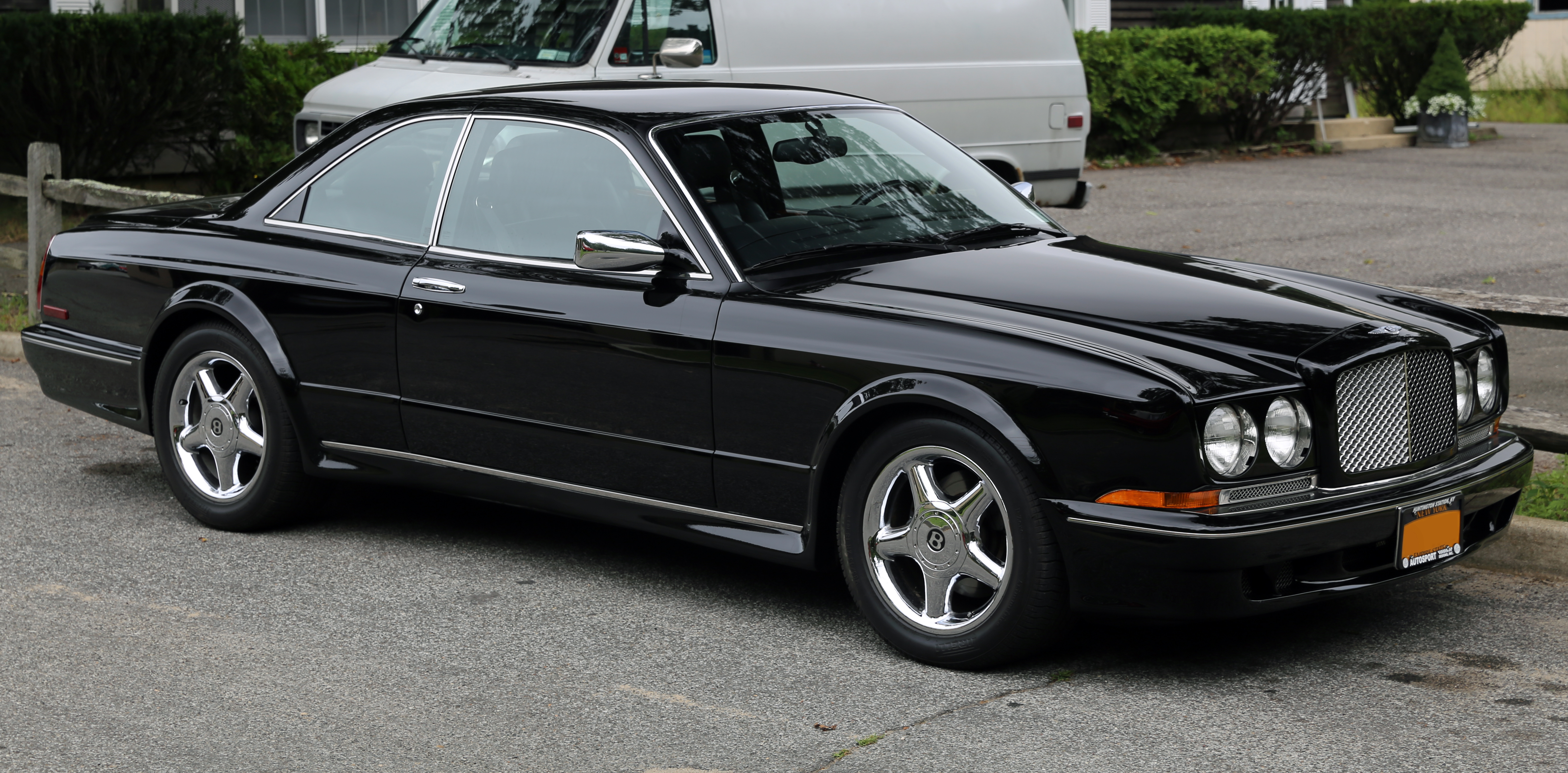
Una Bentley Continental T

La Continental T è stata prodotta dal marzo 1996 fino al dicembre 2003. Differisce dalla Continental R per avere il passo accorciato di 100 mm e la carrozzeria più larga di 180 mm, oltre ad avere il motore potenziato.
Il motore eroga 426 CV a 4000 giri/min, 875 N·m di coppia. Velocità massima 270 km/h e accelerazione 0–100 km/h in 5,9 secondi.
Dal novembre 1998 fino al dicembre 2003 è stata prodotta anche con l'allestimento Mulliner.

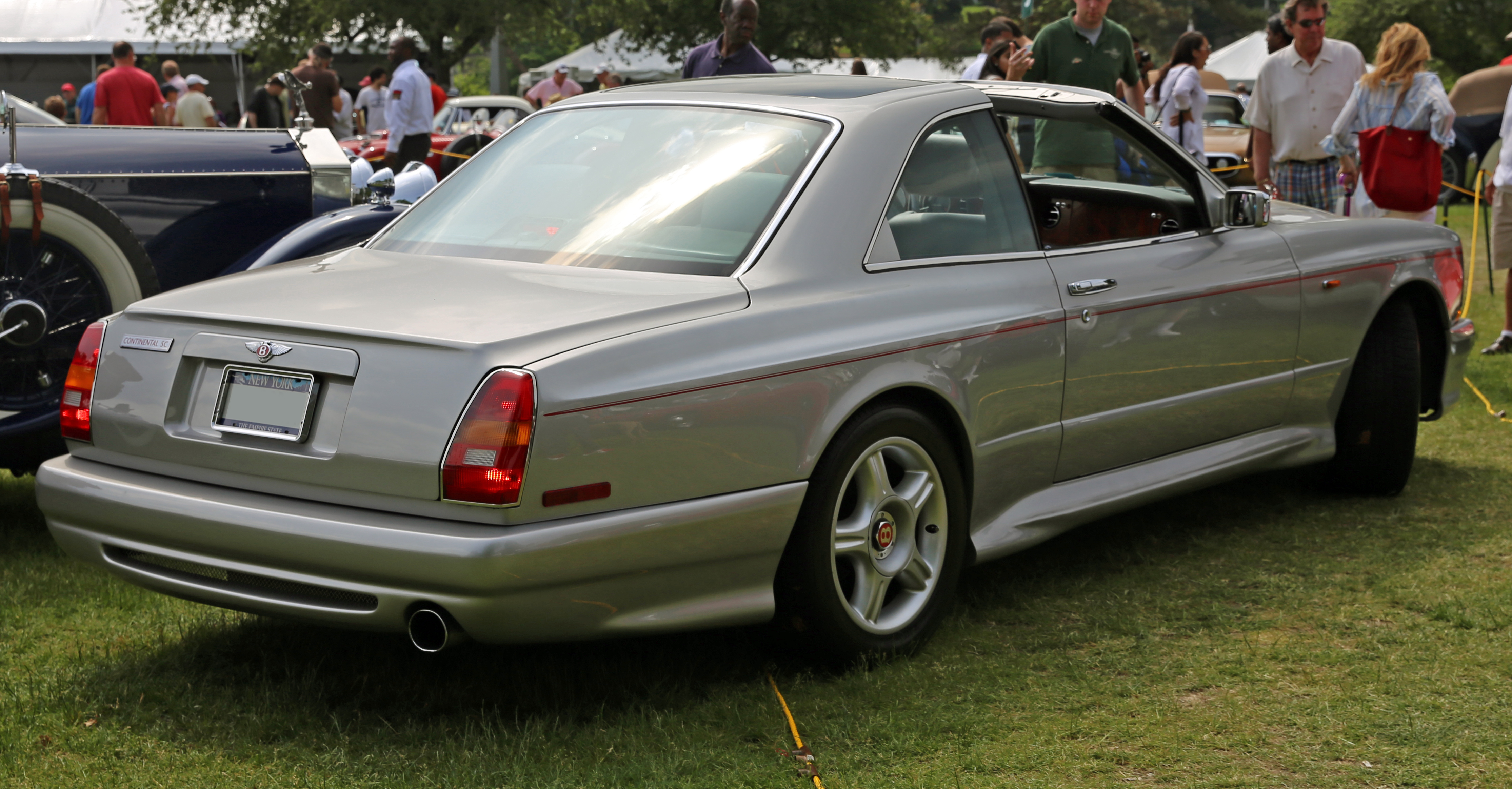
Una Bentley Continental SC

### Continental SC Sedanca
La Continental SC Sedanca è la versione targa (carrozzeria aperta con i padiglioni e il tergilunotto) fissi della Continental T. È stata prodotta dal novembre 1998 all'ottobre 2000, anche in versione Mulliner.
La versione standard aveva il motore da 407 Cv e 800 N·m, mentre la versione Mulliner aveva il motore da 426 CV e 875 N·m. Velocità massima 245 km/h e accelerazione 0–100 km/h in 6,4 (6,2 la versione Mulliner) secondi.

## Dati produzione
- Continental R (1992-2003): 1292
- Continental S (1995): 18
- Continental R Mulliner (1999-2003): 148
- Continental R Le Mans (2001-2002) : 46
- Continental R Millennium (2000) : 10
- Continental R Final Series (2003) : 11
- Continental SC (1998-2000) : 73
- Continental T (1996—2003): 321
- Continental T Mulliner (1999-2002): 23
- Continental T Le Mans (2001-2002): 5